# Berlin-Müggelheim
Müggelheim is een stadsdeel in het Berlijnse zuidoostelijke district Treptow-Köpenick. Het stadsdeel telde 7.081 inwoners in december 2023.

## Ligging
Müggelheim ligt in het Berlijnse stadsbos ten zuiden van de Müggelsee, hoewel het enkel aan de Kleine Müggelsee grenst. In het westen liggen de Müggelberge en grenst het aan Köpenick al ligt er meer dan 4km bos tussen de bebouwing van Müggelheim en Köpenick. In het noorden is er door de Müggelspree een natuurlijke grens met Rahnsdorf en de Dämeritzsee en in het oosten grenst het aan de Brandenburgse gemeenten Erkner en Gosen-Neu Zittau. In het zuiden ligt Schmöckwitz waarvan de wijk gescheiden is door de meren Seddinsee en Große Krampe. In de Seddinsee liggen ook twee eilanden. 

## Geschiedenis
Müggelheim werd in 1747 gesticht door 20 families uit Odernheim am Glan uit het Hertogdom Palts-Zweibrücken. De dorpskerk werd pas in 1804 gebouwd. In 1920 werd het door deel van Groot-Berlijn als veruit de kleinste plattelandsgemeente met slechts 186 inwoners. Hierna bouwden vele Berlijners hier een eigen huis of weekendhuisje in het rustige bos of aan het meer. 
In 1955 telde Müggelheim zo'n 5.000 inwoners.

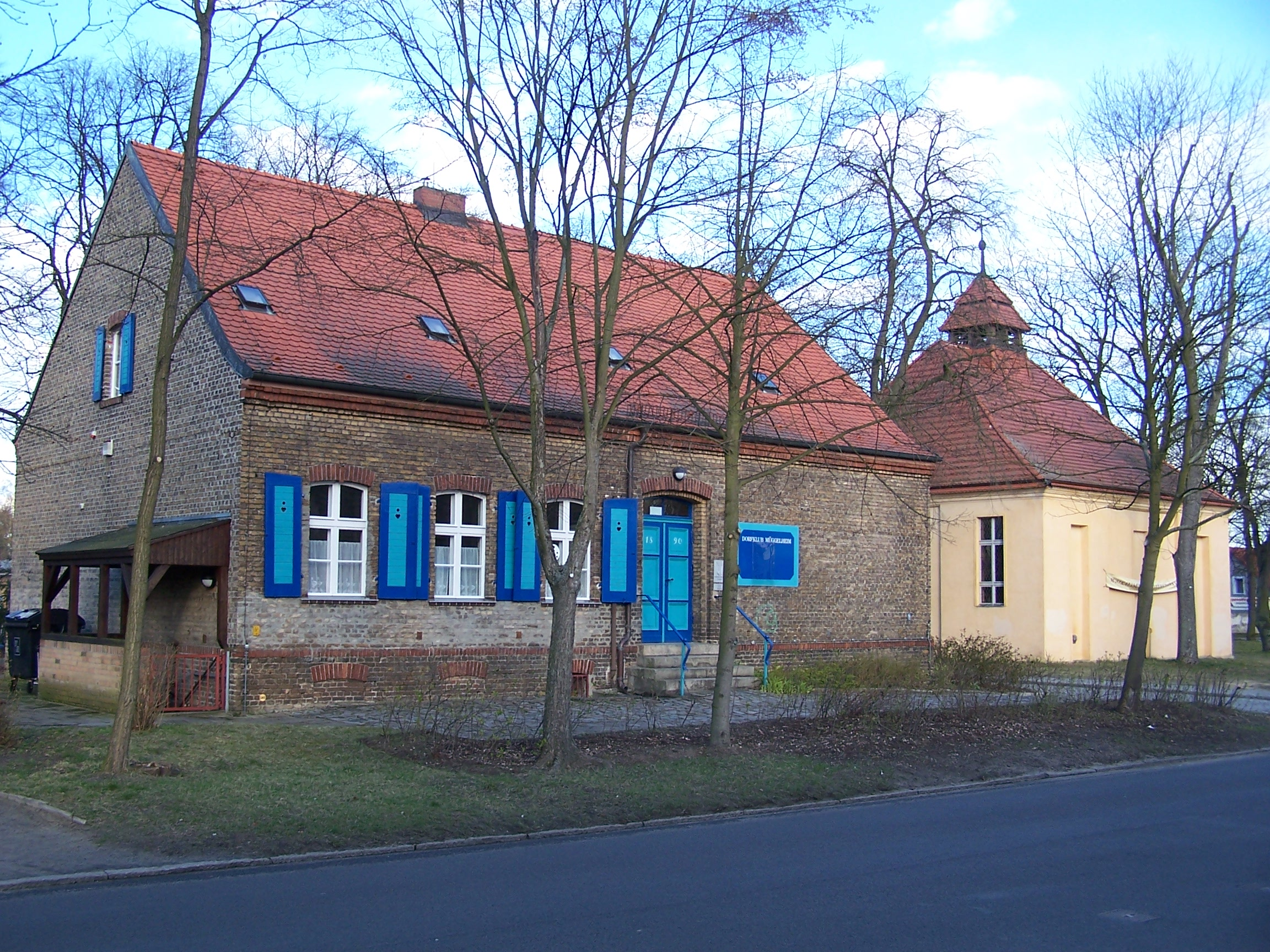
Oude school en kerk van Berlin-Müggelheim

Adlershof |
Altglienicke |
Alt-Treptow |
Baumschulenweg |
Bohnsdorf |
Friedrichshagen |
Grünau |
Johannisthal |
Köpenick |
Müggelheim |
Niederschöneweide |
Oberschöneweide |
Plänterwald |
Rahnsdorf |
Schmöckwitz